# مک‌دانل ایکس‌اف-۸۵ گابلین
مک‌دانل ایکس‌اف-۸۵ گابلین (به انگلیسی: McDonnell XF-85 Goblin) یک هواپیمای جنگنده پیش‌نمونه بود که شرکت مک‌دانل در خلال جنگ جهانی دوم طراحی و تولید آزمایشی کرد. این هواپیما برای رهاسازی از دریچه بمب هواپیماهای بمب‌افکن کانویر بی-۳۶ به عنوان یک هواپیمای انگل طراحی شده بود. وظیفه در نظر گرفته شده برای ایکس‌اف-۸۵ها، دفاع از هواپیماهای بمب‌افکن در برابر هواپیماهای رهگیر دشمن بود که نیاز به آن در طول جنگ جهانی دوم احساس شده بود. تا پیش از این که نیروهای هوایی ایالات متحده این پروژه را لغو کند، شرکت مک‌دانل دو پیش‌نمونه از این هواپیما تولید کرده بود.
ایکس‌اف-۸۵ به منظور رفع نیاز نیروهای هوایی ایالات متحده به جنگنده‌ای با قابلیت حمل شدن به وسیله نورثروپ وای‌بی-۳۵ و بی-۳۶ طراحی شد و توسعه پیدا کرد. در آن زمان بمب‌افکن‌هایی با برد بلند طراحی شد که هواپیماهای شکاری-رهگیر موجود در آن زمان برد عملیاتی لازم برای پشتیبانی از آنها را نداشتند. ایکس‌اف-۸۵ یک موتور جت کوچک داشت و ویژگی منحصر به فرد طراحی آن، بدنه تخم مرغی شکل و پایدارکننده افقی چنگال‌مانند آن بود. پیش‌نمونه‌های این جنگنده، در سال ۱۹۴۸ تولید شد آزمایش شد. آزمایش پرواز نشان داد که هواپیما از طراحی خوبی بهره برده‌است اما در مقایسه با دیگر شکاری‌هایی که احتمال برخورد هوایی با ایکس‌اف-۸۵ را داشتند، عملکرد ضعیفی نشان داد. فرایند اتصال به بدنه هواپیمای مادر نیز با اشکالاتی مواجه بود. درنتیجه، این پروژه سریعاً لغو و پیش‌نمونه‌های تولیدی نیز به موزه منتقل شدند. در سال ۱۹۴۷ نیروی هوایی ایالات متحده آمریکا (USAF) که جانشین نیروهای هوایی ایالات متحده (USAAF) شده بود، به آزمایش طرح مفهومی هواپیمای انگل طی پروژه‌های ام‌ایکس-۱۰۶ تیپ تاو، فیکان و تام-تام ادامه داد که این پروژه‌ها نیز بعدها لغو شدند.

## پیش‌زمینه
ایده اولیه طرح هواپیمای انگل به سال ۱۹۱۸ بر می‌گردد؛ زمانی که نیروی هوایی سلطنتی بریتانیا امکان رهاسازی یک هواپیمای کمل از زیر کشتی هوایی ۲۳-کلاس را آزمایش کرد. در خلال دهه ۱۹۳۰ میلادی، نیروی دریایی آمریکا نوعی هواپیمای انگل کوتاه‌برد به نام اف۹سی اسپاروهاوک در اختیار داشت که از طریق کشتی‌های هوایی یواس‌اس اکرون (زدآراس-۴) و یواس‌اس مکون (زدآراس-۵) پرواز می‌کرد. در اوایل سال ۱۹۳۱ میلادی، یک طراح هواپیما به نام ولادیمیر وخیمستروف بر روی پروژه‌ای با نام پیوند در اتحاد جماهیر شوروی کار می‌کرد که طی آن تا ۵ فروند هواپیما از گونه‌های مختلف را دو بمب افکن پولیکارپوف تی‌بی-۲ و توپولف تی‌بی-۳ حمل می‌کردند.
تنها نبردی که هواپیماهای انگل انجام دادند، در اوت ۱۹۴۱ بود که طی آن، یک بمب‌افکن شیرجه‌ای آی-۱۶ به وسیله یک بمب‌افکن توپولف تی‌بی-۳ حمل می‌شد و باراندازهای شهر کنستانتسا و پل آنجل سالیگنی در رومانی را هدف قرار می‌داد. پس از این حمله، این اسکادران که مقر آن در کریمه قرار داشت به مواضع تحت کنترل نیروی‌های پیشروی آلمان یک حمله تاکتیکی انجام داد و پل واقع بر روی رودخانه دنیپر در زاپروژیا را بمباران کرد. پس از آن در طی جنگ جهانی دوم نیروی هوایی آلمان نازی آزمایشی بر روی مسرشمیت ام‌ئی ۳۲۸ به عنوان هواپیمای انگل انجام داد، اما مشکلات موتور پالس جت این هواپیما قابل حل نبود. پروژه‌های دیگر هواپیماهای انگل مانند آرادو ئی. ۳۸۱ و سامبولد سو ۳۴۴ که بر پایه پیشران جت بوده و در اواخر جنگ در جریان بود، صرفاً پروژه‌های بر روی کاغذ بودند که قابلیت درک اجرایی نداشتند.
در خلال جنگ جهانی دوم، بمب افکن‌های آمریکایی همچون بوئینگ بی-۱۷ فلایینگ فورترس، کانسالیدیتید بی-۲۴ لیبراتور و بوئینگ بی-۲۹ را جنگنده‌های برد بلند ریپابلیک پی-۴۷ تاندربولت و نورث امریکن پی-۵۱ ماستنگ حفاظت می‌کردند. برد این جنگنده‌ها برای بمب افکن‌های نسل بعدی نیروهای هوایی ایالات متحده (USAAF)؛ یعنی بی-۳۵ و بی-۳۶، مناسب نبودند. از طرفی، طراحی یک جنگنده برد بلند هزینه بالایی داشت و سوخت‌گیری هوایی نیز هنوز فناوری پیچیده و پر خطری بود. به علاوه، خستگی خلبانان جنگنده در خلال ماموریت‌های حفاظت بمب افکن‌ها در اروپا و اقیانوسیه از عواملی بود که عزم طراحان را برای رسیدن به یک ایده خلاقانه جزم کرد. در آن زمان، گزینه‌های مختلفی در ذهن طراحان نیروی هوایی آمریکا بود. از جمله استفاده از یک جنگنده بدون خلبان و قابل هدایت از راه دور، که پیش از ایده هواپیمای انگل، قابل اعتمادترین روش دفاع از بی-۳۶ها بود.

## طراحی و توسعه

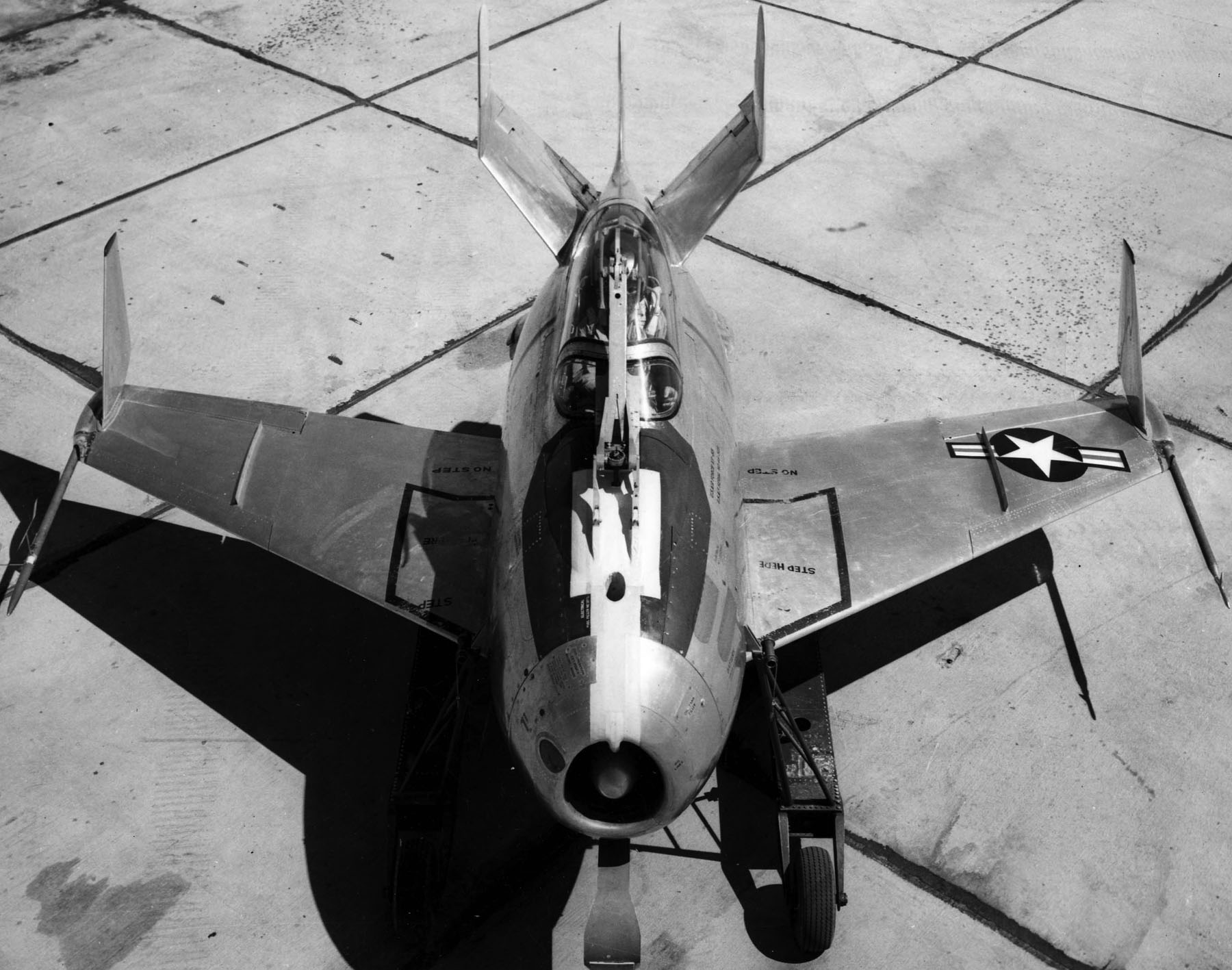
نمای بالایی از ایکس‌اف-۸۵ که در آن میله چنگال مانند نگه دارنده از بالای کاناپی بیرون آمده‌است.

در ۳ دسامبر ۱۹۴۲ نیروی هوایی وقت آمریکا فراخوانی جهت ارائه پیشنهادهایی برای طراحی یک جنگنده کوچک با موتور پیستونی اعلام کرد. فرماندهی تجهیزات هوایی پیشنهادهای رسیده را تا ژوئیه ۱۹۴۴ ارزیابی و انتخاب کرد. در ژوئیه ۱۹۴۵ مشخصات فنی درخواستی بازبینی شد و MX-472 که طرح یک جنگنده با موتور جت بود، ارائه شد. هر چند شرکت‌های هوافضای مختلف مطالعات امکان‌سنجی متعددی برای این جنگنده انجام دادند، اما تنها شرکت مک‌دانل توانست طرح پیشنهادی برای درخواست اولیه سال ۱۹۴۲ – و پس از آن درخواست بازبینی شده – ارائه کند. طرح پیشنهادی این شرکت با نام مدل-۲۷ کاملاً بازبینی شده بود تا بتواند مشخصات فنی درخواستی جدید را ارائه کند.

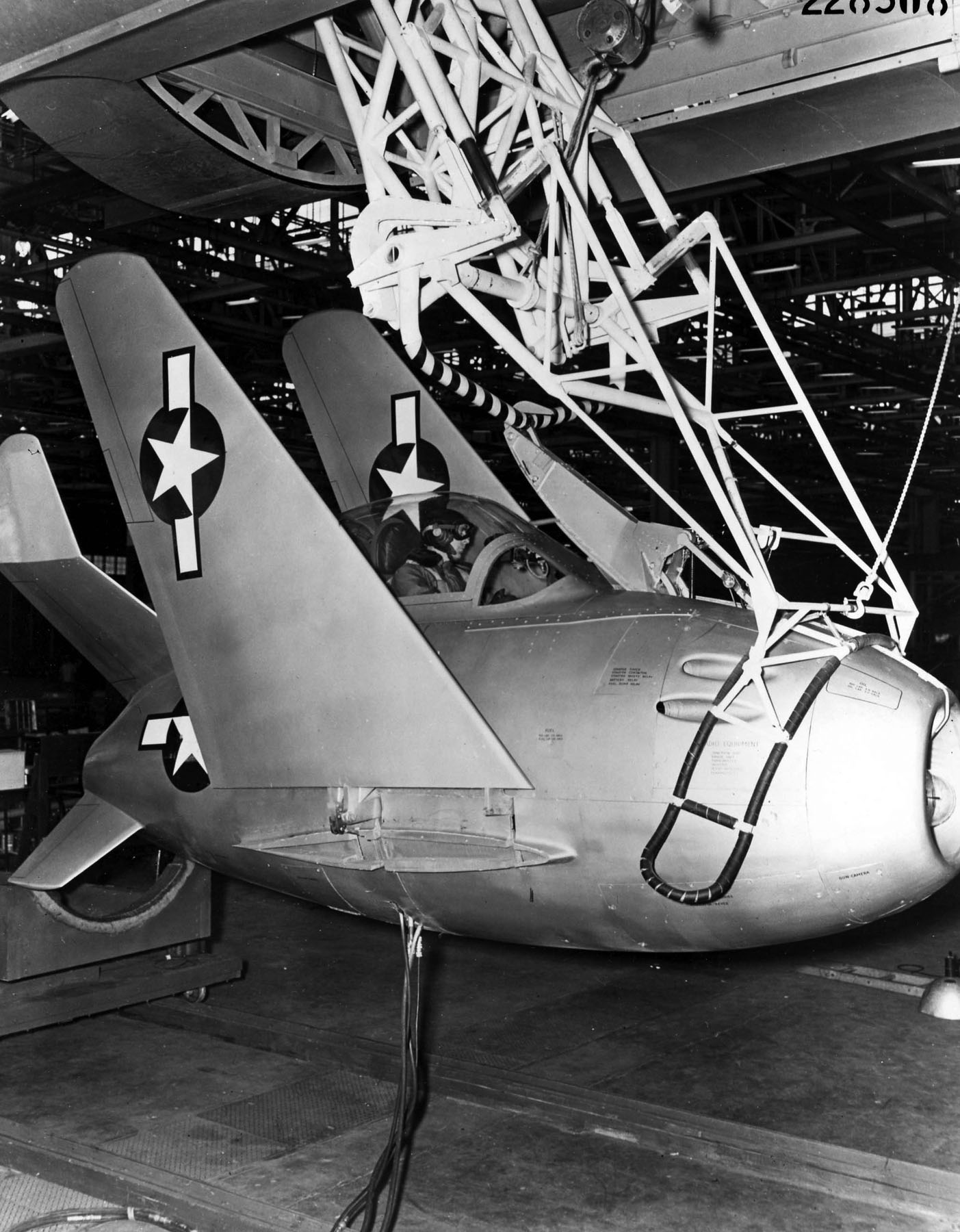
آزمایش آشیانه‌ای فرایند بازیابی به وسیله ترپیز همراه با بال‌های به شکل جمع شده

طرح مفهومی اولیه مدل-۲۷ عبارت بود از جنگنده ای که به صورت نیمه‌پنهان در زیر هواپیماهایی چون بی-۲۹، بی-۳۵ و بی-۳۶ حمل می‌شد. نیروی هوایی وقت آمریکا این طرح را به دلیل افزایش نیروی پسار و ایجاد محدودیت در پیکربندی اتصال بدنه جنگنده-بمب‌افکن رد کرد. در مارس ۱۹۴۵، تیم طراح شرکت مک‌دانل به سرپرستی هرمان دی. بارکی، طرح بازبینی شده‌ای با نام مدل-۲۷دی ارسال کردند که در آن، مدل قبلی کاملاً بازطراحی شده بود. در این طرح، جنگنده کوچک دارای بدنه تخم مرغی شکل همراه با یک پایدار کننده عمودی سه شاخه چنگال مانند، یک پایدار کننده افقی با زاویه رو به بالا و یک بال متحرک با قابلیت تغییر زاویه ۳۷ درجه بود که به آن امکان قرارگیری در محفظه بمب یک بمب‌افکن را می‌داد. این جنگنده کوچک ۴٫۵۲ متر (۱۴ فوت و ۱۰ اینچ) طول و بال‌های آن در حالت باز شده ۶٫۴ متر (۲۱ فوت) اندازه داشت. محدودیت ذخیره سوخت آن که ۴۲۰ لیتر (۱۱۲ گالن آمریکایی) بود، موجب می‌شد که تنها ۳۰ دقیقه زمان مداومت پروازی برای آن در نظر گرفته شود. در مرکز ثقل این جنگنده یک چنگک قرار داده شد که در حین پرواز جمع می‌شد و به صورت هم‌سطح با قسمت بالایی دماغ هواپیما قرار می‌گرفت. وزن خالی این هواپیما ۱٫۸ تن (۴۰۰۰ پوند) بود. همچنین برای کاهش وزن، این هواپیما مجهز به ارابه فرود نبود. در طی پروازهای آزمایشی و برای شرایط فرود اضطراری، یک چرخ و میله ثابت فولادی در زیر بدنه و یک پایه فرود فنری در زیر نوک بال‌ها تعبیه شده بود. با وجود تنگی فضا، خلبان به صندلی‌پران مجهز به باروت بی‌دود، کپسول تنفسی اضطراری و چتر نجات مجهز بود. همچنین این جنگنده به وسیله ۴ تیربار ۱۲٫۷ میلی‌متری در نوک دماغه مسلح شده بود.
در حالت عملیاتی ممکن است هواپیمای انگل به وسیله یک ترپیز (شبیه به طناب بندبازی) رهاسازی و مجدداً بازیابی شود. با بازشدن ترپیز، موتور جنگنده روشن می‌شد و خلبان می‌توانست با کشیدن دماغه هواپیما به عقب، از قلاب رها و از هواپیمای مادر جدا شود. در مرحله بازیابی، جنگنده از زیر به هواپیمای مادر نزدیک می‌شد و به وسیله چنگک جمع شونده در دماغه هواپیما، مجدداً به ترپیز متصل می‌شد. طرح‌هایی وجود داشت که طی آن در هر دسته ۲۴ تایی از بمب‌افکن‌های بی-۳۶، تعدادی به ایکس‌اف-۸۵ مجهز شوند و در هر بمب افکن، یک تا چهار جنگنده جاسازی شود. بنابراین حدود ۱۰ درصد از بی-۳۶های سفارش داده شده، به جای مخزن بمب، به حمل‌کننده جنگنده مجهز شدند که می‌توانست بین ۳ تا ۴ فروند اف-۸۵ را در هر بمب‌افکن جای دهد.
در اکتبر ۱۹۴۵ نیروی هوایی آمریکا قیمت طرح توسعه‌یافته این دو پیش‌نمونه ساخته شده (به شماره سریال‌های ۵۲۳/۴–۴۶) را استعلام کرد. این در حالی بود که قرارداد ساخت این جنگنده تا فوریه ۱۹۴۷ نهایی نشده بود. بعد از موفقیت و تأیید پرسنل فنی نیروی هوایی وقت آمریکا از دو مدل چوبی ساخته شده در سال‌های ۱۹۴۶ و ۱۹۴۷، شرکت مک‌دانل اقدام به تولید ۲ پیش‌نمونه در اواخر سال ۱۹۴۷ کرد. مدل ۲۷ دی به ایکس‌پی-۸۵ تغییر نام داد اما در ژوئن ۱۹۴۸ به ایکس‌اف-۸۵ تغییر داده شد و نام مستعار «گابلین» بر آن نهاده شد. برنامه بر آن بود که درخواست سفارش ۳۰ فروند پی-۸۵ داده شود اما نیروی هوایی وقت آمریکا رویکرد محتاطانه‌ای اتخاذ کرد؛ اگر نتیجه آزمایش‌های دو پیش‌نمونه ساخته شده رضایت بخش بود، سفارش ۱۰۰ فروند از این هواپیما در مرحله بعد قرار داشت.

## تاریخچه کاربری
در آزمایش تونل باد در فرودگاه صحرایی فدرال موفت واقع در کالیفرنیا، نمونه اول ایکس‌اف-۸۵ به‌طور ناگهانی از جرثقیل در ارتفاع ۱۲ متری سقوط کرد که باعث خسارات قابل توجه به زیر و جلوی بدنه و همچنین ورودی هوای موتور شد. پیش‌نمونه دوم می‌بایست جهت مابقی آزمایش‌های تونل باد و آزمایش‌های اولیه پرواز، جایگزین می‌شد.
پس از عدم امکان استفاده از بمب‌افکن‌های بی-۳۶، تمامی پروازهای آزمایشی ایکس‌اف-۸۵ به بمب افکن‌های اصلاح شده بوئینگ بی-۲۹ به عنوان هواپیمای مادر انتقال یافت. در این بمب افکن‌ها، دریچه رهاسازی بمب و ترپیز برای این هواپیما مناسب‌سازی شده بود و همچنین از چند سری تجهیزات و وسایل فیلم و عکس‌برداری استفاده شده بود. از آنجایی که بی-۲۹ها — که به مانتسترو (هیولا) شناخته می‌شدند — از بی-۳۶ها کوچکتر بودند، می‌بایست پروازهای آزمایشی ایکس‌اف-۸۵ها به صورت نیمه جاسازی شده در زیر بمب‌افکن انجام می‌شد. جهت بارگیری ایکس‌اف-۸۵ها در هواپیمای میزبان، یک گودال بارگیری ویژه آسفالتی در بخش جنوبی پایگاه نیروی هوایی ادواردز جایی که کلیه پروازهای آزمایشی در آن انجام می‌شود، حفر شده بود. در ۲۳ ژوئیه ۱۹۴۸ ایکس‌اف-۸۵ یکی از ۵ پرواز خود با بی-۲۹ را انجام داد، این پرواز برای آزمایش پرواز هواپیمای مادر به صورت جفت شده با هواپیمای انگل طراحی شده بود. ایکس‌اف-۸۵ به صورت جاسازی شده در محفظه بمب هواپیما حمل می‌شد، اما برخی اوقات برای ایجاد حس پرواز در خلبان، هواپیما با موتور خاموش به صورت نیمه یا تمام در معرض جریان هوا قرار می‌گرفت.

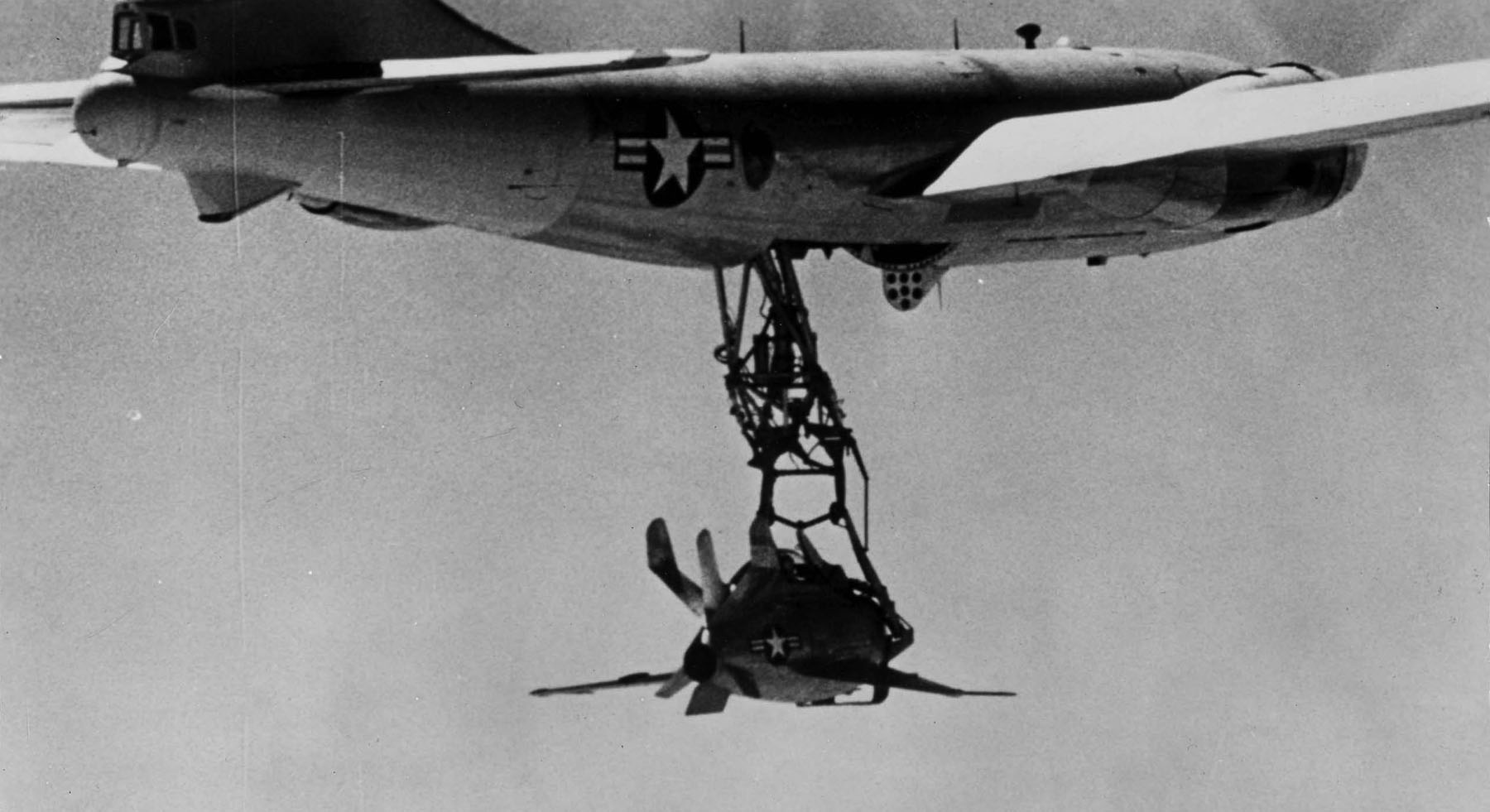
ایکس‌اف-۸۵ به صورت معلق از یک بی-۲۹ به وسیله ترپیز

شرکت مک‌دانل، خلبان آزمایشی ادوین شوخ را برای آزمایش ایکس‌اف-۸۵ در نظر گرفت. وی پیش از نخستین پرواز مستقل این هواپیما در ۲۳ اوت ۱۹۴۸، در آزمایش‌های حمل هواپیما در بمب‌افکن بی-۲۹ نیز در هواپیما مستقر بود. شوخ پس از جدا شدن از بمب افکن در ارتفاع ۲۰۰۰۰ فوت (۶۰۰۰ متر) به مدت ۱۰ دقیقه و با سرعتی بین ۱۸۰ تا ۲۵۰ مایل بر ساعت (۲۹۰ تا ۴۰۰ کیلومتر بر ساعت) پرواز کرد و کنترل و مانورپذیری هواپیما را آزمایش کرد. هنگامی که شوخ سعی داشت تا مجدداً به بمب‌افکن متصل شود، مشخص شد گابلین به شدت نسبت به جریان‌های آشفته اطراف بمب‌افکن و همچنین اثر زمین ایجاد شده در نزدیکی بدنه آن، هنگامی که دو هواپیما در نزدیکی هم هستند، حساس است. برای غلبه بر این اثرات به تنظیم دائم اما بسیار ملایم قدرت موتور نیاز بود. پس از سه بار تلاش برای نزدیک شدن قلاب به ترپیز، شوخ دچار اشتباه محاسباتی در نزدیک شدن به ترپیز شد و کاناپی جنگنده به شدت آسیب دید و پاره شد و کلاه ایمنی و ماسک شوخ نیز آسیب دید. وی توانست هواپیمای پیش‌نمونه را طی یک فرود بدون چرخ در دریاچه خشک نزدیک پایگاه ادواردز به زمین بنشاند. کلیه پروازهای آزمایشی ایکس‌اف-۸۵ جهت تعمیر و اصلاحات به مدت ۷ هفته به حالت تعلیق درآمد. شوخ از زمان ایجاد شده استفاده کرد و به شبیه‌سازی و تمرین اتصال با استفاده از جنگنده لاکهید پی-۸۰ شوتینگ استار مشغول شد.
پس از تقویت ۵۰ درصدی قدرت تریم، بهبود وضعیت آیرودینامیک و چند اصلاح دیگر، دو پرواز متصل دیگر با هواپیمای مادر انجام شد تا در ۱۴ اکتبر ۱۹۴۸ شوخ مجدداً توانست عملیات جدایش و رهاسازی از قلاب را انجام دهد. در خلال پنجمین پرواز آزمایشی مستقل در ۲۲ اکتبر ۱۹۴۸، شوخ مجدداً متوجه دشواری در فرایند اتصال دوباره به ترپیز هواپیمای مادر شد. ۴ بار تلاش ناموفق برای اتصال به ترپیز صورت گرفت و نهایتاً قلاب متصل بر روی دماغه ایکس‌اف-۸۵ شکست و هواپیما، یک بار دیگر، به ناچار، فرود اضطراری موفق در پایگاه ادواردز انجام داد.
پس از تعمیر پیش‌نمونه اول، این هواپیما نیز به برنامه پروازهای آزمایشی پیوست تا پروازهای همراه با هواپیمای مادر تکمیل شود. در هنگام پرواز، گابلین از پایداری خوبی برخوردار بود و در ضمن به سادگی پرواز می‌کرد و از قلاب رها می‌شد. همچنین پیش‌بینی‌های اولیه نشان می‌داد که در حالت خوش‌بینانه، حداکثر سرعت آن به ۱۰۴۳ کیلومتر بر ساعت (۶۴۸ مایل بر ساعت) می‌رسد. پروازهای آزمایشی نخست نشان داده بود که در هنگام نزدیک شدن گابلین به بی-۲۹، آشفتگی جریان قابل توجهی رخ می‌دهد. این اتفاق موجب شد تا تیغه‌هایی به قسمت بالا و پایین انتهای بدنه و تیغه‌هایی نیز به انتهای نوک بال افزوده شود تا بی‌ثباتی در هدایت و جهت‌دهی هواپیما در هنگام عملیات اتصال مجدد به هواپیمای مادر، جبران شود. در نسخه‌های اولیه، قلاب اتصال در جای خود به صورت ثابت قرار داشت؛ اما پس از آن به شکل جمع و باز شونده تغییر داده شد. این اصلاحات نه تنها مشکل را بر طرف نکرد، بلکه مشکل اتصال مجدد دوچندان افزایش یافت. برای حل این مشکل پسارگیرهایی کوچک به قلاب اتصال اضافه شدند که موجب کم شدن ارتعاشات در هنگام باز و بسته شدن قلاب اتصال می‌شد. پس از ازسرگیری پرواز آزمایشی در ۱۸ مارس ۱۹۴۹، شوخ باز هم با مشکلاتی در اتصال مجدد هواپیما روبرو شد و پس از آسیب دیدن جدی قسمت پایدار کننده نوک ترپیز، ناچار به فرود اضطراری شد. پس از تعمیر ترپیز، شوخ در ۸ آوریل ۱۹۴۹ با پیش‌نمونه اول پرواز کرد. وی پرواز آزمایشی ۳۰ دقیقه‌ای خود را به اتمام رساند و پس از سه بار تلاش برای اتصال، ناچار به فرود اضطراری مجدد در پایگاه ادواردز شد.
مک‌دانل با آگاهی از مشکلات ایجاد شده حین پروازهای آزمایشی، طرح توسعه یافته‌ای ارائه کرد که در آن بال‌های متحرک ۳۵ درجه‌ای و دلتا شکل جایگزین شده بود و نوید سقف سرعت ۰٫۹ ماخ را می‌داد. همچنین مک‌دانل در نظر داشت تا یک ترپیز جمع‌شونده تلسکوپی اضافه کند که می‌توانست در هوای آشفته زیر هواپیمای مادر باز شود. پیش از هرگونه کار بر روی ترپیزها و دیگر اصلاحات بر روی ایکس‌اف-۸۵ یا پیگیری مطالعات طراحی در دست بررسی، نیروی هوایی آمریکا پروژه ایکس‌اف-۸۵ را در ۲۴ اکتبر ۱۹۴۹ لغو کرد.
دو دلیل اصلی در لغو این پروژه وجود داشت؛ یکی عملکرد ضعیف ایکس‌اف-۸۵ در مقایسه با هواپیماهای جت متداول زمان خود که در تست‌های پروازی آشکار شد و دیگری وابستگی زیاد به مهارت فردی خلبان در هنگام اتصال به هواپیمای مادر که این کاستی‌ها هیچ‌گاه به‌طور کامل اصلاح نشدند. توسعه عملیاتی سوخت‌گیری هوایی برای جنگنده‌های متداول در اسکورت بمب‌افکن‌ها، از دیگر عوامل مؤثر در لغو این پروژه بود. دو فروند گابلین تولید شده ۷ بار و مجموعاً به مدت ۲ ساعت و ۱۹ دقیقه پرواز کردند که تنها سه پرواز با اتصال موفق به هواپیمای مادر خاتمه یافت. همچنین شوخ تنها خلبانی بود که با این هواپیما پرواز کرد.

## توسعه‌های بعدی

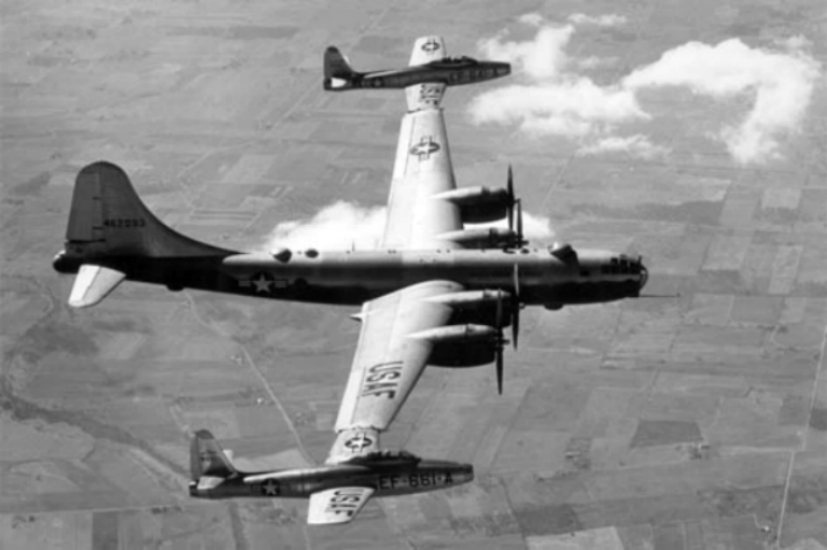
یک فروند ای‌بی-۲۹ای طی پروژه "تیپ تاو" که در نوک بال‌های آن دو فروند ای‌اف-۸۴دی متصل شده‌است.

با وجود لغو شدن پروژه ایکس‌اف-۸۵، نیروی هوایی آمریکا به آزمایش در مورد طرح مفهومی هواپیمای انگل به عنوان جنگنده پدافندی طی چند پروژه ادامه داد. این پروژه‌ها عبارت بودند از ام‌ایکس-۱۰۶ "تیپ تاو"، فیکان و "تام-تام" که طی آن هواپیمای جنگنده انگل بر روی نوک بال هواپیمای بمب‌افکن نصب شده بود. اگر چه پروژه فیکان ترکیب مؤثری از ریپابلیک اف-۸۴اف تاندراستریک و کانویر بی-۳۶ به عنوان جنگنده-بمب افکن-رهگیر از خود نشان داد، اما هدف این پروژه به یک هواپیمای شناسایی راهبردی تغییر یافت. در پروژه فیکان از داده‌های پروژه ناتمام ایکس‌اف-۸۵ و توصیه‌های شرکت مک‌دانل در طراحی ترپیز مناسب بسیار بهره گرفته شد. در مجموع تعداد ۱۰ فروند از بمب‌افکن‌های تغییر یافته بی-۳۶ و ۲۵ فروند هواپیمای شناسایی را در سال‌های ۱۹۵۵–۱۹۵۶ فرماندهی هوایی راهبردی (SAC) به صورت محدود به خدمت گرفت تا نهایتاً سیستم‌های ماهواره‌ای و هواپیماهای مؤثرتر جایگزین آنها شدند.

## در نمایشگاه‌ها

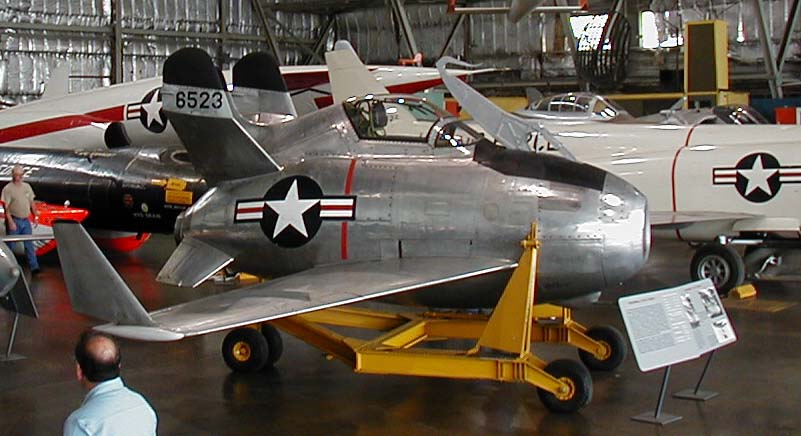
مک‌دانل ایکس‌اف-۸۵ گابلین به نمایش گذاشته شده در پایگاه نیروی هوایی رایت-پترسون در دیتون، اوهایو.

پس از پایان پروژه، ۲ فروند پیش‌نمونه تولید شده انبار شدند و سپس برای نمایش عمومی در سال ۱۹۵۰ به موزه سپرده شد.
- ۴۶–۰۵۲۳ - موزه ملی نیروی هوایی ایالات متحده واقع در پایگاه نیروی هوایی رایت-پترسون در نزدیکی دیتون، اوهایو. پس از لغو پروژه، این هواپیما در ۲۳ اوت ۱۹۵۰ به موزه منتقل شد. این هواپیما یکی از نخستین هواپیماهای آزمایشی بود که در موزه جدید نیروی هوایی به نمایش گذاشته شده بود. برای چندین دهه این هواپیما در کنار کانویر بی-۳۶ موجود در موزه به نمایش گذاشته شده بود. در سال ۲۰۰۰ هواپیما به آشیانه مربوط به هواپیماهای آزمایشی موزه منتقل شد. بسیاری از کارکنان و بازدیدکنندگان به این انتقال اعتراض کردند و معتقد بودند که این هواپیما باید در کنار بی-۳۶ به نمایش گذاشته شود تا اهداف طراحی آن به درستی نشان داده شود.[۷۸]
- ۴۶–۰۵۲۴ - موزه فرماندهی راهبردی هوایی و هوافضا واقع در اشلند، نبراسکا. این فروند که هنوز آثار آسیب ناشی از آخرین فرود اضطراری بر آن وجود داشت در سال ۱۹۵۰ ابتدا به پایگاه نیروی هوایی نورتون (در نزدیکی سن برناردینو، کالیفرنیا) منتقل شد. پس از بسته شدن موزه این پایگاه، کلکسیون آن پراکنده شد. پیش‌نمونه دوم ایکس‌اف-۸۵ در اثر نگه‌داری نامناسب در کلکسیون شخصی فرانک تالمن در کالیفرنیا دچار مشکلاتی شد تا این که پایگاه نیروی هوایی اوففوت آن را باز پس گرفت. این پیش‌نمونه پس از بازسازی در زیر بال یک بمب‌افکن بی-۳۶جی (به شماره سریال ۲۲۱۷–۵۲) به صورت نصب شده بر روی یک نگه‌دارنده زمینی به نمایش گذاشته شده‌است.[۷۹]

## مشخصات فنی
منبع اطلاعات Experimental & Prototype U.S. Air Force Jet Fighters, Boeing, National Museum of the United States Air Force.
مشخصات عمومی
- خدمه: ۱
- طول: ۱۴ فوت ۱۰ اینچ (۴٫۵ متر)
- پهنای بال: ۲۱ فوت ۱ اینچ (۶٫۴ متر)
- ارتفاع: ۸ فوت ۳ اینچ (۲٫۵ متر)
- بال: مساحت ۹۰ فوت مربع (۸٫۳ متر مربع)
- وزن خالی: ۳٬۷۴۰ پوند (۱٬۷۰۰ کیلوگرم)
- وزن بارگیری: ۴٬۵۵۰ پوند (۲٬۰۵۰ کیلوگرم)
- بیشینه وزن برخاست: ۵٬۶۰۰ پوند (۲٬۵۰۰ کیلوگرم)
- پیشرانه: ۱× توربوجت وستینگهاوس ایکس‌جی۳۴-دبلیو ئی-۲۲ , ۳٬۰۰۰ پوند-نیرو (۱۳٫۳ کیلو نیوتن) هرکدام

 عملکرد 
- سرعت بیشینه: ۶۵۰ مایل بر ساعت (تخمینی)[ذ] (۵۶۵ نات; ۱٬۰۶۹ کیلومتر بر ساعت)
- سقف پروازی: ۴۸٬۰۰۰ فوت (۱۴٬۶۰۰ متر)
- نرخ اوج‌گیری: ۱۲٬۵۰۰ فوت بر دقیقه (۳٬۸۰۰ متر بر دقیقه)
- بارگیری بال: ۵۱ پوند بر فوت مربع (۲۴۷ کیلوگرم بر متر مربع)
- نسبت نیرو به وزن: ۰٫۶۶

جنگ‌افزار

طرح سه نمای ایکس‌اف-۸۵ گابلین

- ۴قبضه مسلسل ام۳ برونینگ کالیبر ۰٫۵ اینچ (۱۲٫۷ میلی‌متر)